# Kościół św. Jana Chrzciciela w Jodłowie
Kościół św. Jana Chrzciciela w Jodłowie – zabytkowy kościół we wsi Jodłów (województwo dolnośląskie).

## Historia
Barokowy kościół filialny parafii św. Anny w Boboszowie, zbudowany w 1756, kryty dachem dwuspadowym z wieżą na planie kwadratu zakończoną hełem.